# Campionat Manomanista de 2009
L'edició del 2009 del Campionat Manomanista de pilota basca tingué aquests resultats:

## Pilotaris
Cada empresa porta 10 pilotaris. En negreta els caps de grup:
| - Pilotaris d'Asegarce: - Agirre - Begino - Beloki - Bengoetxea VI (Grup 1) - Leiza - Olaizola I (Grup 3) - Olaizola II - Retegi Bi - Patxi Ruiz - Peñagarikano |  | - Pilotaris d'Aspe: - Barriola (Grup 4) - Berasaluze IX - Eulate - González (Grup 2) - Laskurain - Martinez de Irujo - Pascual - Urberuaga - Xala - Zubieta |

## Resultats

### Prèvia
| Data     | Lloc               | Roig | Blau    | Resultat |
| -------- | ------------------ | ---- | ------- | -------- |
| 28/03/09 | Labrit de Pamplona | Koka | Zubieta | 11-22    |

### 32ns de final
| Data     | Lloc               | Grup | Roig          | Blau      | Resultat |
| -------- | ------------------ | ---- | ------------- | --------- | -------- |
| 03/04/09 | Zeanuri            | 1    | Berasaluze IX | Eulate    | 22-11    |
| 04/04/09 | Labrit de Pamplona | 4    | Urberuaga     | Retegi Bi | 22-19    |
| 05/04/09 | Astelena d'Eibar   | 2    | Pascual       | Zubieta   | 22-18    |
| 05/04/09 | Beotibar de Tolosa | 3    | Agirre        | Laskurain | 22-07    |

### 16ns de final
| Data     | Lloc               | Grup | Roig         | Blau          | Resultat |
| -------- | ------------------ | ---- | ------------ | ------------- | -------- |
| 10/04/09 | Zarautz            | 4    | Begino       | Urberuaga     | 20-22    |
| 11/04/09 | Beotibar de Tolosa | 3    | Peñagarikano | Agirre        | 13-22    |
| 12/04/09 | Haro               | 2    | Xala         | Pascual       | 22-07    |
| 13/04/09 | Astelena d'Eibar   | 1    | Leiza        | Berasaluze IX | 22-12    |

### 8ns de final
| Data     | Lloc | Grup               | Roig              | Blau      | Resultat |
| -------- | ---- | ------------------ | ----------------- | --------- | -------- |
| 17/04/09 | 1    | Amorebieta         | Patxi Ruiz        | Leiza     | 22-13    |
| 18/04/09 | 2    | Labrit de Pamplona | Martinez de Irujo | Xala      | 22-04    |
| 19/04/09 | 3    | Astelena d'Eibar   | Beloki            | Agirre    | 22-11    |
| 10/05/09 | 4    | Astelena d'Eibar   | Olaizola II       | Urberuaga | 22-16    |

### 4ts de final
| Data     | Lloc | Grup                       | Roig          | Blau              | Resultat |
| -------- | ---- | -------------------------- | ------------- | ----------------- | -------- |
| 02/05/09 | 1    | Labrit de Pamplona         | Bengoetxea VI | Patxi Ruiz        | 22-04    |
| 03/05/09 | 2    | Atano III de Sant Sebastià | González      | Martinez de Irujo | 16-22    |
| 09/05/09 | 3    | Labrit de Pamplona         | Olaizola I    | Beloki            | 21-22    |
| 10/05/09 | 4    |                            | Barriola      |                   | lesió    |

### Fase final
|  | Semifinals                             | Semifinals  |    |               | Final                                  | Final |
|  |                                        |             |    |               |                                        |       |
|  | Atano III de Sant Sebastià, 17 de maig |             |    |               |                                        |       |
|  | Bengoetxea VI                          | 15          |    |               |                                        |       |
|  | Martinez de Irujo                      | 22          |    |               |                                        |       |
|  |                                        |             |    |               |                                        |       |
|  |                                        |             |    |               | Atano III de Sant Sebastià, 07 de juny |       |
|  |                                        |             |    |               | Martinez de Irujo                      | 22    |
|  |                                        | Olaizola II | 12 |               |                                        |       |
|  |                                        |             |    |               |                                        |       |
|  |                                        |             |    |               |                                        |       |
|  |                                        |             |    |               | Tercer lloc                            |       |
|  | Labrit de Pamplona, 30 de maig         |             |    |               |                                        |       |
|  | Beloki                                 | lesió       |    | Bengoetxea VI |                                        |       |
|  | Olaizola II                            |             |    |               | Beloki                                 | lesió |

- La final, emesa en directe per ETB 1, tingué un share de 30% i una audiència de 200.000 espectadors.

## Altres edicions del Campionat Manomanista
- Campionat Manomanista de 2005
- Campionat Manomanista de 2006
- Campionat Manomanista de 2007
- Campionat Manomanista de 2008